# Palladium (salle de cinéma)
Pour les articles homonymes, voir Palladium (homonymie).

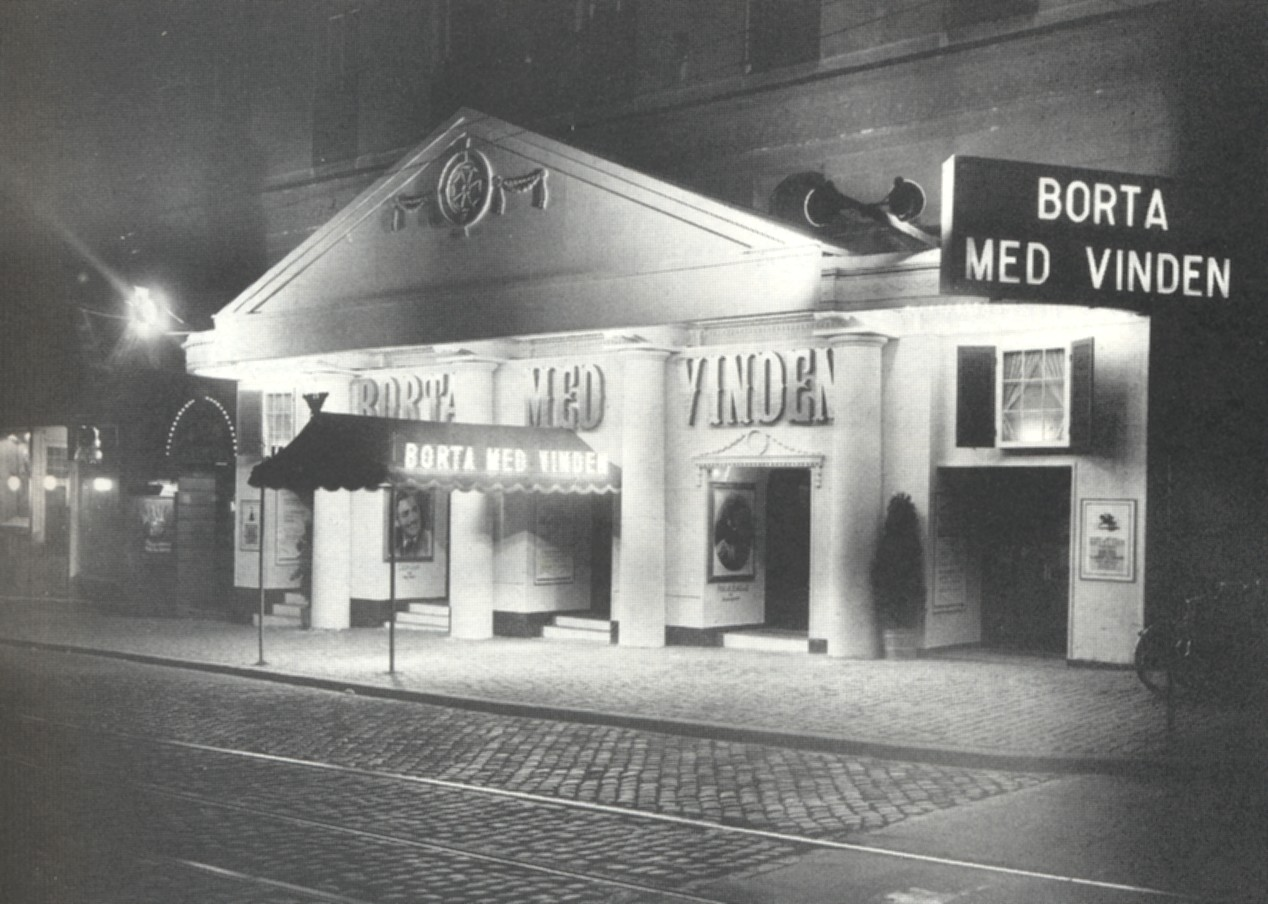
Le Palladium en 1941.

Le Palladium est une ancienne salle de cinéma de la ville de Stockholm, située au numéro 65 de la voie publique Kungsgatan, à l'emplacement de l'actuel Casino Cosmopol de Stockholm. Le cinéma a ouvert ses portes en 1918 et a définitivement fermé en 1987 avant de servir de salle de concert.
Avec une capacité de 1 240 places, le Palladium est à son ouverture la plus grande salle de cinéma de la capitale suédoise.

## Sources
- (sv) Cet article est partiellement ou en totalité issu de l’article de Wikipédia en suédois intitulé « Palladium (biograf, Stockholm) » (voir la liste des auteurs).